# Laštovičky (železniční zastávka)
Laštovičky jsou železniční zastávka ve stejnojmenné místní části obce Rousměrov v okrese Žďár nad Sázavou na dvoukolejné elektrizované trati Brno – Havlíčkův Brod. Zastávka byla otevřena 29. září 1956.

## Provozní informace
Tato zastávka má dvě bezbariérová nástupiště na vnější straně kolejí, na jejichž začátku je přístřešek a čekárna. Přístup na nástupiště je nadchodem a pak zarostlou cestou. V zastávce není možnost zakoupení si jízdenky. Provozuje ji Správa železnic.

## Doprava
Zastavují zde pouze osobní vlaky jezdící na trase Žďár nad Sázavou – Křižanov (– Velké Meziříčí).